# Grigorovo
 Grígorovo (en ruso: Гри́горово) es una pueblo del óblast de Nóvgorod, en Rusia. El pueblo está situado en la orilla derecha del río Veryazha, en las inmediaciones de Veliki Nóvgorod. Población: 4881 habitantes (2021).

## Historia

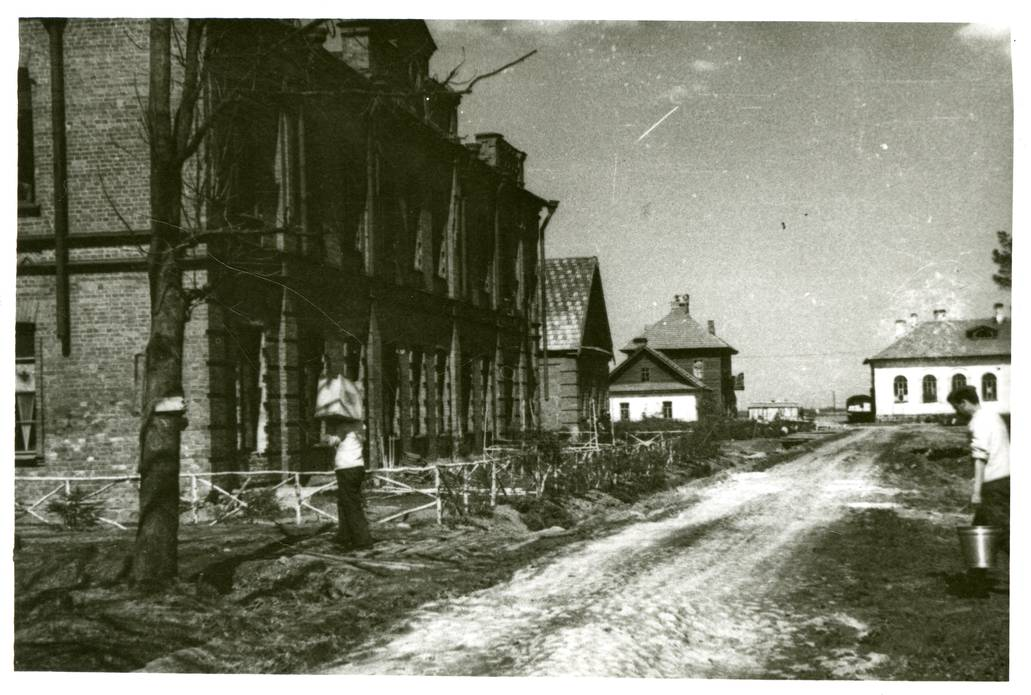
Grigorovo 1941—1942

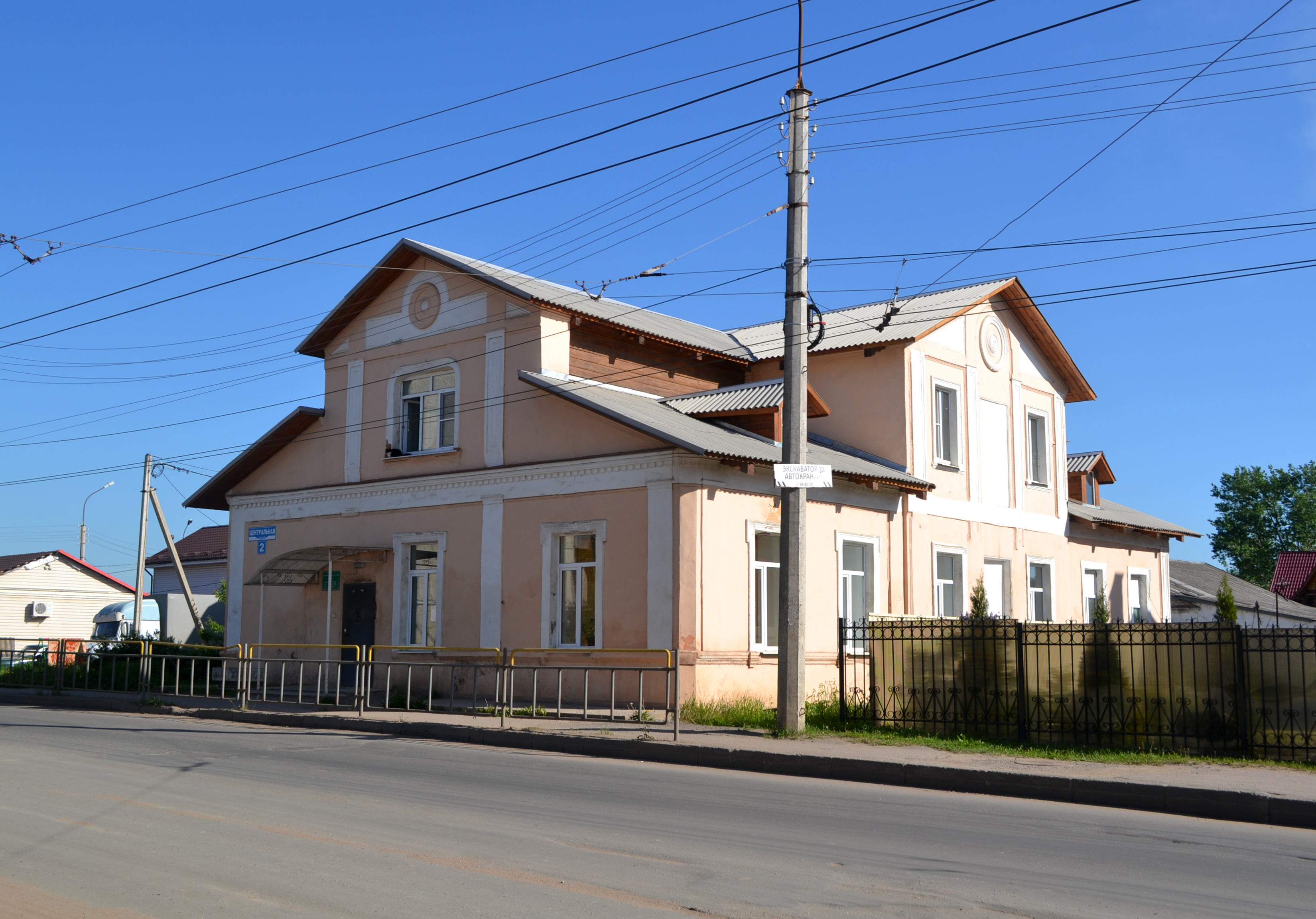
Casa solariega del terrateniente Grigorova

En el lugar donde ahora se encuentra el pueblo de Grigorovo, solía estar el pueblo de Yakovleva (Yakovlevo). Yakovleva es mencionado por primera vez en manuscritos del siglo XVII. El nombre del pueblo está inextricablemente vinculado a la finca del terrateniente Grigorova, cuya construcción tuvo lugar aquí en 1841. Y desde entonces, el pueblo recibió el nombre de Grigorovo.
En agosto de 1941, durante la Segunda Guerra Mundial, el pueblo fue ocupado por el ejército alemán. A principios de octubre de 1941, en el pueblo se asienta la División Azul. El Ejército Rojo liberó la aldea el 19 de enero de 1944.

## Evolución demográfica
| Censo | 1884 | 1907 | 2002  | 2010  | 2021  |
| ----- | ---- | ---- | ----- | ----- | ----- |
| Pob.  | 107  | 261  | 2.394 | 3.330 | 4.881 |